# Cant popular uruguaià
El cant popular uruguaià va ser un moviment musical originat a l'Uruguai durant la dècada del 1960 i que va tenir el seu auge cap al final del govern cívic-militar, a la dècada del 1980. L'origen del terme «Cant popular uruguaià» és discutit; i hi ha alguns investigadors que afirmen que aquest corrent va prendre aquesta denominació del disc de José Carbajal titulat Cant popular editat el 1969.

## Origen
El primer cantant d'opinió que va tenir la Banda Oriental (actual Uruguai) va ser Bartolomé Hidalgo, en els remots començaments de segle xix. No obstant això, hi va haver un buit artístic posterior que recentment comença a omplir-se en la segona meitat del segle xx.
Al desembre de 1952, a la veïna República Argentina va ser sancionat el decret n. 13.921 per part de govern de Juan Domingo Perón. El mateix va establir pautes obligatòries per a la difusió de la música nacional a les ràdios argentines. Això va tenir un gran impacte en els diferents corrents de música folklòrica d'aquest país, donant-los visibilitat i multiplicant els artistes de músiques autòctones. Com a conseqüència, va creuar cap a l'Uruguai una important onada de folklore. Es van posar de moda bagualas, carnavalitos, zambas i chacareras que, si bé no eren ritmes uruguaians, s'aproximaven molt a la sensibilitat local. També es van rescatar instruments com la guitarra per a una generació per a la qual el folklore havia resultat fins aquest moment una música estranya.

## Els precursors

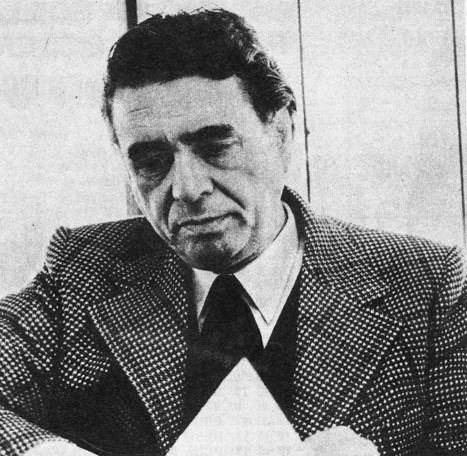
Osiris Rodríguez Castillos

Una figura clau en la recerca de la identitat musical uruguaiana cap el 1960 va ser Anselmo Grau. Grau va conduir programes de ràdio i televisió des dels quals va ajudar a difondre el treball dels seus contemporanis. La seva tasca va permetre que els uruguaians prenguessin consciència de la seva pròpia música. També va ser autor i compositor.
Els primers autors de cançons del que posteriorment es coneixeria com a «cant popular uruguaià» van ser Aníbal Sampayo, Osiris Rodríguez Castillos, Ruben Lena i Víctor Lima. Osiris Rodríguez Castillos va fer abstracció de l'onada de música d'arrel folklòrica arribada de l'Argentina i va compondre unint els seus coneixements musicals, els seus recursos poètics i el seu afany d'historiador. Va ressuscitar al cielito, un ritme oblidat a l'Uruguai des de l'època de Bartolomé Hidalgo. El 1962, Osiris Rodríguez Castillos va editar el seu primer LP, titulat Poemas y Canciones Orientales.
Ruben Lena, per la seva banda, no es va lligar al criollisme, sinó que va compondre temes carnavaleros, sons i serraneras. Va redimensionar les tradicions, partint dels esdevenirs més simples de l'home de camp, per donar-los un valor universal. El 1961 va escriure un cançoner per als seus alumnes, de què van sortir alguns dels èxits de Los Olimareños, com A Don José o De cojinillo.
Altres precursors del cant popular uruguaià van ser Alfredo Zitarrosa, Daniel Viglietti i José Carbajal.
Als precursors van seguir altres artistes, com Tabaré Etcheverry, Washington Carrasco, Numa Moraes, Yamandú Palacios, Roberto Darwin, Eustaquio Sosa, Ricardo Comba, Alan Gómez i Rubén Rada.
L'adveniment de la dictadura cívic-militar el 1973 va provocar l'exili de la majoria dels cantautors de cant popular. Els que van optar per quedar-se al país van seguir treballant amb discreció i assumint pocs riscos.

## Segona generació del Cant popular

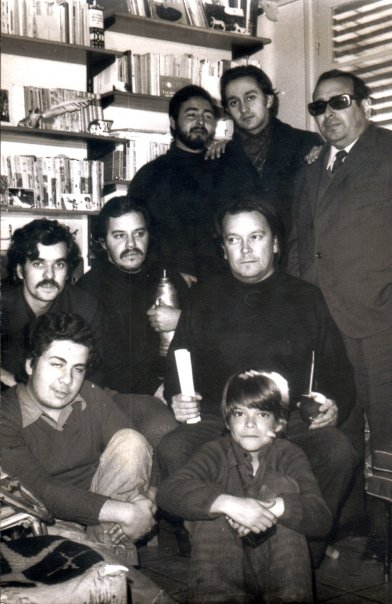
Washington Benavides, Carlos Benavides, Eduardo Darnauchans, Eduardo Larbanois, Eduardo Lagos, José Carlos Seoane, J. A. Salgueiro i Pablo Benavídez, diversos dels quals van integrar el Grup de Tacuarembó.

A partir del 1973 va començar a projectar-se una segona generació de cantautors del cant popular. A finals del 1975, sota la rectoria del poeta i músic Washington Benavides es va crear l'anomenat «Grup de Tacuarembó», un moviment intel·lectual que aglutinava artistes de diverses disciplines. El Grup de Tacuarembó va impulsar un LP titulat Soy del campo, una de les gravacions («Como un jazmín del país») era una tendra balada d'amor emmarcada en l'aixecament armat encapçalat pel cabdill nacionalista Aparicio Saravia. La cançó, cantada per Carlos Benavides, va tenir gran repercussió.
Gairebé paral·lelament, Carlos María Fossati va gravar Hasta sucumbir, exaltació del martiri dels herois de Paysandú de 1865, i Santiago Chalar va rescatar un antic tema «La loca del Bequeló», basat en un poema de l'escriptor Ramón de Santiago, que narra les desgràcies de les guerres civils en l'Uruguai. Aquest empenta de la nova generació va ser netament rural.
Als nous creadors no els va ser fàcil la feina. Havien de tenir cura els seus textos de manera de no ofendre a les autoritats; quan anaven de gira els era obligatori presentar la llista del que anaven a interpretar a les dependències policials, les quals censuraven el que creien convenient; molts dels seus discos eren acuradament impedits de tota difusió radial per les autoritats.
El setembre del 1978 es van realitzar espectacles musicals multitudinaris al Palau Peñarol. A partir d'aquest moment, els recitals es van succeir a un ritme vertiginós. Van sorgir nous cantautors: el duet Larbanois-Carrero, Juan José de Mello, Omar Romano, el duet Los Zucará, Mariana García Vigil, Eduardo Darnauchans, Los que Iban Cantando, el Grupo Vocal Universo, Contraviento i Rumbo, entre d'altres.
El 1983 es va crear el grup Surcos amb Tabaré Aguiar, Mario Chilindrón, Carlos D'Aponte i Carlos Alberto Rodríguez. El 1984 es va gravar en viu del LP Música sin fronteras al Velòdrom Municipal. El 1986 es va crear Los del Pueblo. El 1989 es va formar el grup A Puro Canto.

## Característiques
El cant popular uruguaià va ser un corrent heterogeni i multigeneracional. Es va tractar d'un moviment eclèctic, on van conviure diverses estètiques. Es va nodrir del folklore uruguaià, argentí i llatinoamericà, de la murga uruguaiana, del candombe, del rock, de la milonga montevideana i de la música culta. Va ser essencialment acústic i li va atorgar importància al text, a la poesia.
Els primers autors pretenien crear un cançoner popular i nacional, ben impregnat del folklore uruguaià i clarament diferenciat dels seus similars dels països veïns. Molts creien que la cançó havia de transcendir el simple entreteniment.
Durant els anys que van precedir al govern cívic-militar, els músics i autors del cant popular van influenciar en gran part a la joventut polititzada de país. En alguns casos, per impuls de les passions polítiques, el que havia començat amb bases a la temàtica popular i contestatària es va transformar en literatura intencionada.
El cant popular uruguaià va revaloritzar el text, la recerca del text just, en molts casos despullat de l'atractiu de la música. Es va buscar una perfecta integració de música i text. Aquesta recerca del text just va oferir un vehicle a la poesia i la possibilitat de llançar massivament textos de grans poetes del passat o contemporanis a un públic que no accedia a la seva lectura.
El cant popular uruguaià va tenir similituds amb moviments d'altres països. A França, per exemple, es van escoltar cançons amb textos de François de Billon, Pierre de Ronsard, Jacques Prévert, Paul Éluard i Georges Brassens; a Itàlia, el públic va conèixer els versos de Salvatore Quasimodo i Giuseppe Ungaretti, i els textos de Fabrizio De André i Francesco de Gregori a través de cançons contemporànies; a Espanya es va ficar música als versos d'Antonio Machado, Miguel Hernández, León Felipe i Federico García Lorca; a Portugal es van conèixer, a través de José Afonso, cançons amb textos de Luís de Camões i Fernando Pessoa.
Altres fonts del cant popular uruguaià van ser les manifestacions de la música popular d'altres països o de les seves projeccions erudites: la Nova Cançó catalana, la Nova trova cubana, la Nova Cançó Xilena, el Nou Cançoner argentí, el tropicalisme del Brasil i la Música Popular brasilera.